# Víktor Goncharenko
Víktor Mijáilovich Goncharenko (en bielorruso: Віктар Міхайлавіч Ганчарэнка, tr. Viktar Michajłavič Hančarenka; en ruso: Виктор Михайлович Гончаренко, Viktor Mikhailovich Goncharenko; nacido en 10 de junio de 1977 en Jóiniki, Bielorrusia, Unión Soviética es un entrenador de fútbol de Bielorrusia. Fue entrenador del CSKA Moscú. Actualmente está libre.

## Trayectoria como jugador
Goncharenko jugó en el FC BATE Borisov como defensa desde 1998 hasta 2003, antes de verse obligado a jubilarse a causa de las lesiones con tan sólo 25 años de edad. Fue campeón de la Liga Premier de Bielorrusia en 1999 y en 2002.

## Trayectoria como entrenador

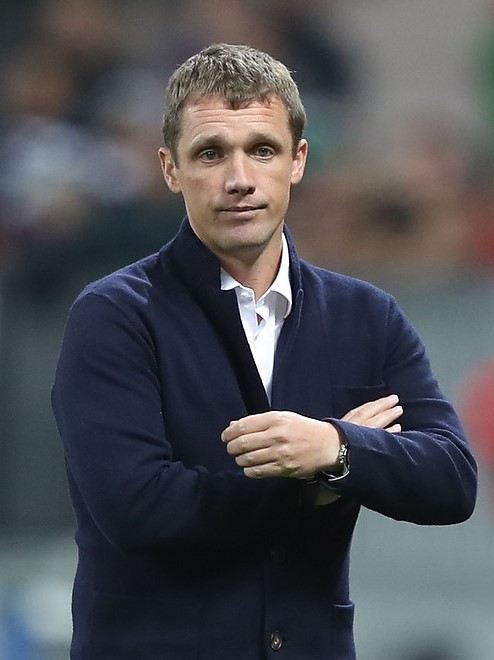
Goncharenko como entrenador del CSKA.

En 2007 encabezó el FC BATE Borisov. Con este equipo consiguió ganar la Liga Premier de Bielorrusia en 2008, 2009, 2010, 2011, 2012, 2013. 
También ha sido ganador de la Copa de Bielorrusia en la temporada 2009/2010 y de la Supercopa de Bielorrusia en 2010, 2011, 2013. 
 
Desde que Goncharenko es el entrenador del equipo, el FC BATE Borisov en 2008 se convirtió en el primer club de Bielorrusia para clasificarse para la fase de grupos de la Liga de Campeones de la UEFA al derrotar al PFC Levski Sofia por un global de 2 a 1.

Ha sido el entrenador más joven de un equipo de la fase de grupos de la UEFA Champions League. Esto se produjo el 17 de septiembre de 2008, en un Real Madrid-BATE Borisov, cuando contaba con 31 años de edad. 

En 2012, el BATE, bajo el liderazgo de Goncharenko, alcanzó por tercera vez la fase de grupos de la Liga de Campeones, donde se enfrentó al Bayern de Múnich, Valencia y Lille. Este rally fue el más exitoso: el 19 de septiembre de 2012, el BATE ganó la fase de grupos de la Liga de Campeones por primera vez, superando al Lille (3: 1) como visitante, y el 2 de octubre en Minsk derrotó sensacionalmente al Bayern (3: 1). Como resultado, el BATE ocupó el tercer lugar en el grupo y alcanzó los 1/16 de final de la Europa League, donde perdió ante el Fenerbahce turco (0: 0, 0: 1). 

En 2013 es nombrado entrenador del Kuban Krasnodar de la Liga Premier de Rusia. 

En 2015 ha firmado con Ural Sverdlovsk Oblast. Tres meses después pasa a ser asistente de Leonid Víktorovich Slutski en PFC CSKA Moscú.
En verano del 2016 se incorpora al FC Ufa y en diciembre del mismo año vuelve al PFC CSKA Moscú  para sustituir al destituido Leonid Víktorovich Slutski. Con PFC CSKA Moscú  consiguió ganar Supercopa de Rusia 2018. En marzo del 2021, tras una serie de derrotas, fue despedido. 

En abril del 2021 es nombrado entrenador del FC Krasnodar. El 5 de enero de 2022, fue destituido de su cargo tras discrepancias con la directiva.